# Серёдыш
Серёдыш, или Бахи́ловский о́стров — остров в русле реки Волги, на верхней границе Саратовского водохранилища. Образован слиянием двух существовавших ранее островов Шалыга и Серёдыш. Является частью территории Жигулёвского заповедника.

## География

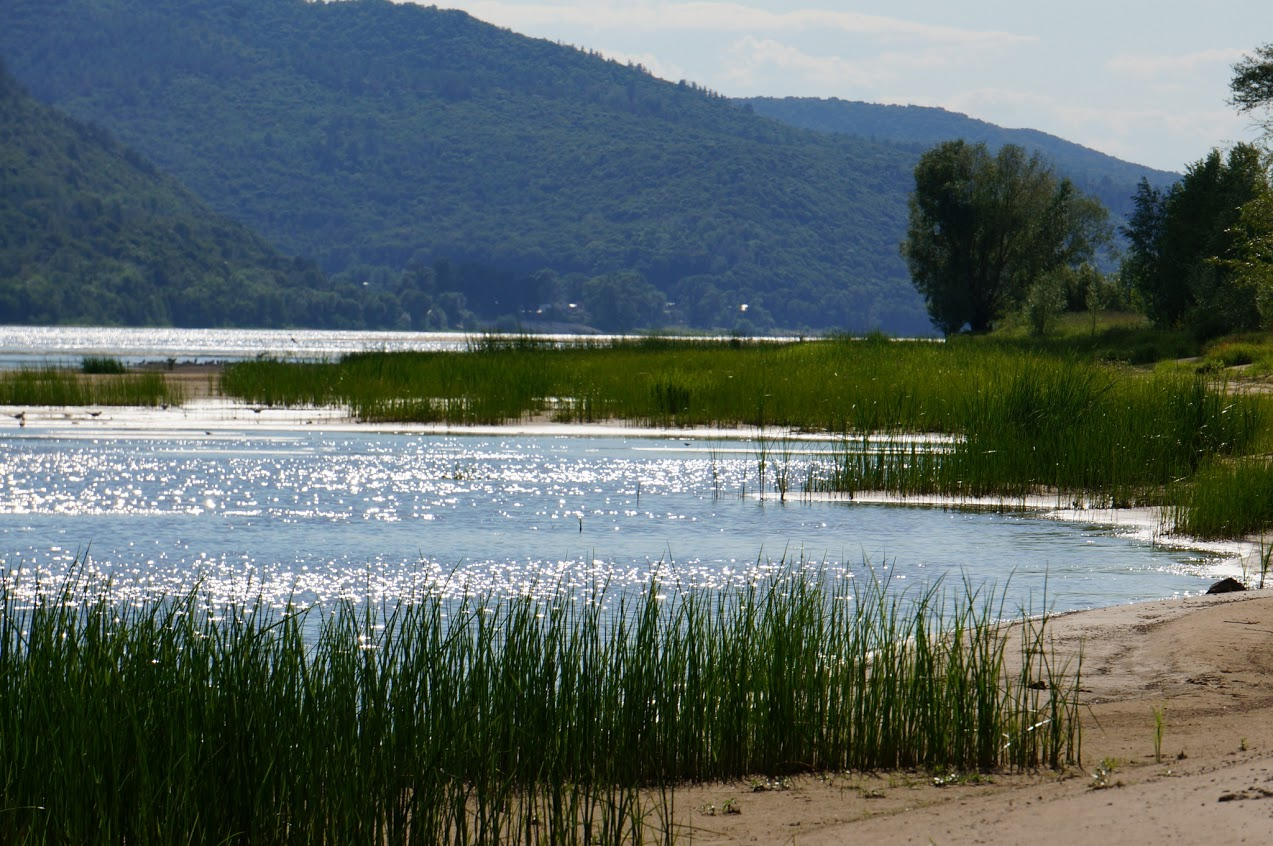
Заводи на южном побережье острова

Верхняя оконечность острова находится примерно в 12 км ниже по течению плотины Жигулёвской ГЭС напротив села Бахилова Поляна, по которому остров и получил название. Тянется вниз примерно на 5 км (в зависимости от уровня воды). Максимальная ширина не превышает 1 км.
Участок Волги между островом и правым берегом носит название Бахилова Воложка.

## Топоним
Название «Бахиловский остров» не является единственным вариантом. Пока не существует однозначности в том, что острова Серёдыш и Шалыга объединились.
Ряд источников продолжает их рассматривать как самостоятельные объекты, отмечая однако, что перешеек между ними оказывается под водой только при паводке. В первую очередь острова разделяют экологи, которых интересуют различия в становлении биогеоценозов на островах, одинаковых в географическом, но на столетие различающихся в историческом плане.

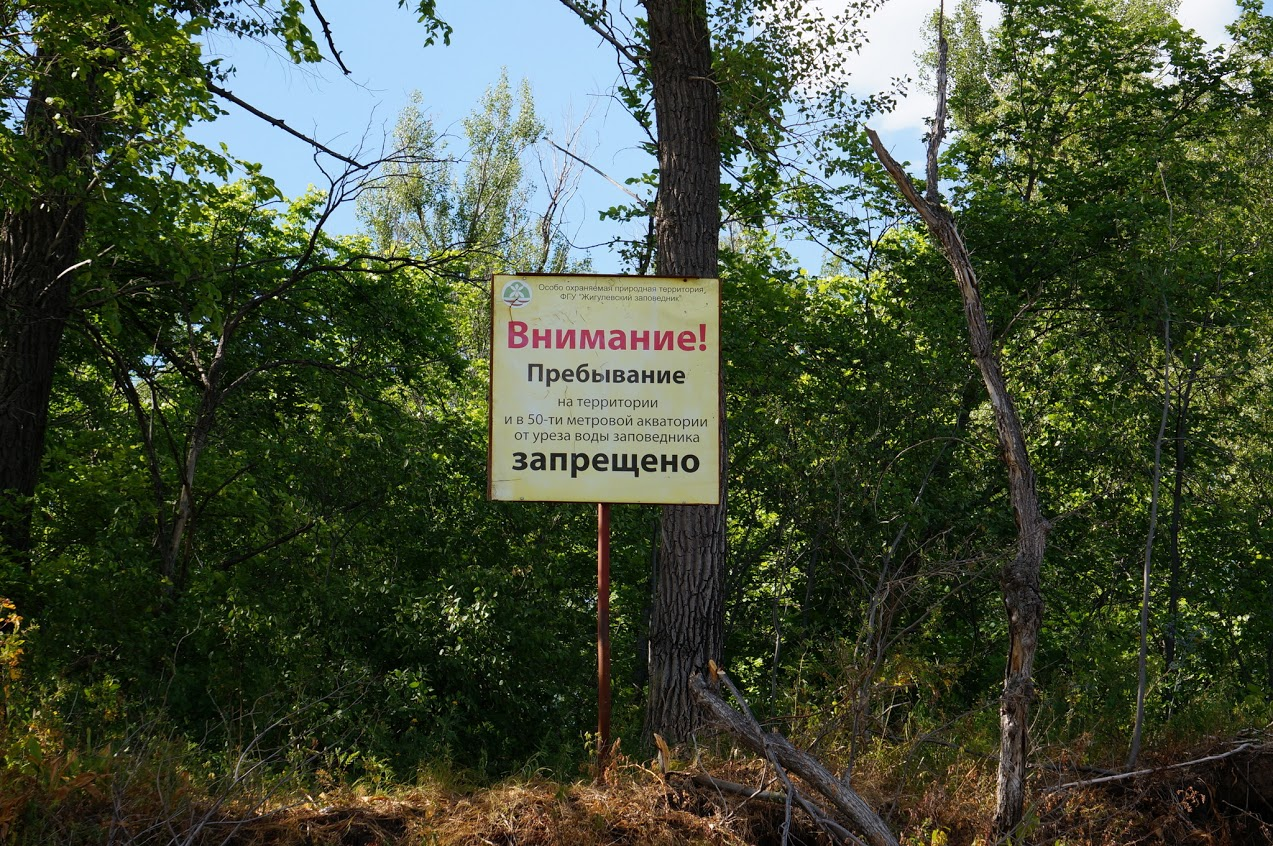
Остров — территория Жигулёвского заповедника

В то же время на лоциях уже с 1969 года остров считается единым, под названием Бахиловский. На неспециализированных географических картах остров обычно также един, но именуется по названию одного из предшественников: Серёдыш. Иногда на картах встречается альтернативное, но малоизвестное название: Фёдоровский остров.

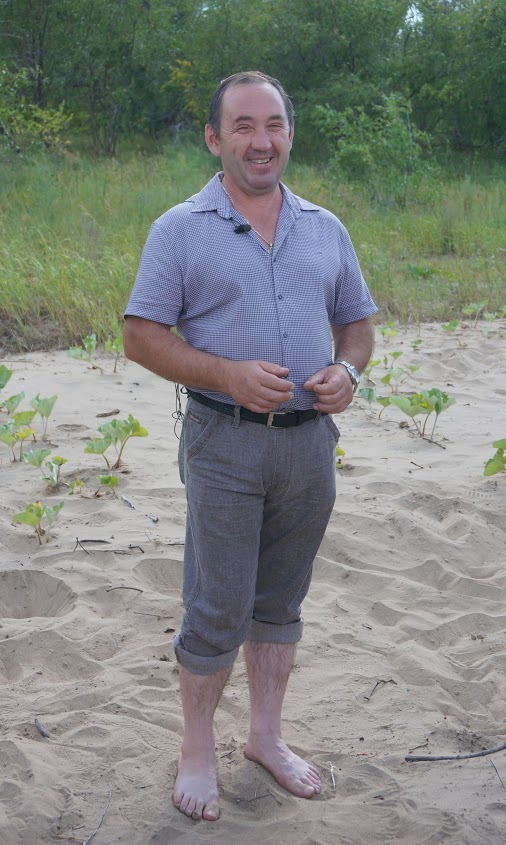
Директор Жигулёвского заповедника Юрий Краснобаев на берегу острова рассказывает об охраняемой территории

## История

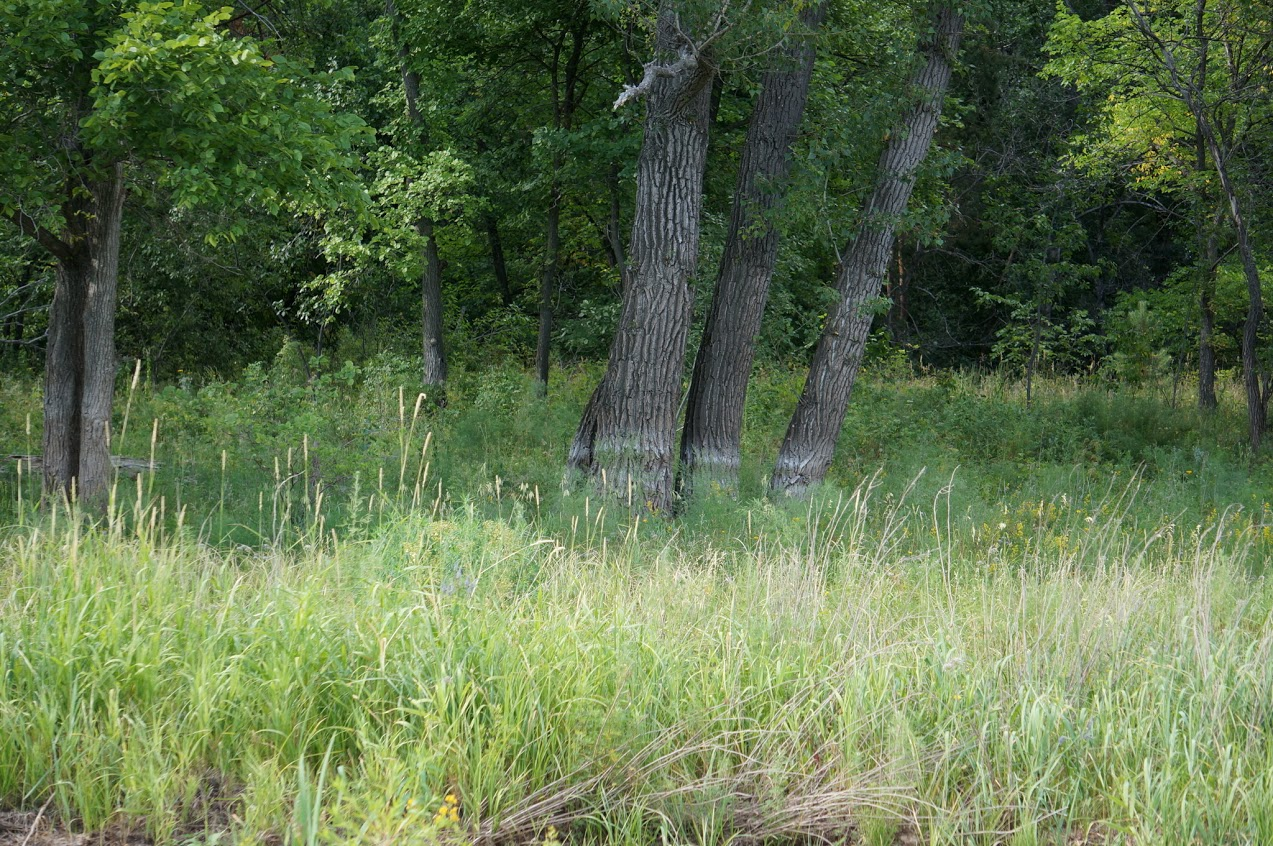
Отметки верхнего уровня воды в половодье на коре деревьев

Остров Серёдыш образовался в начале XIX века наносами песка и ила. Название «Серёдыш» дано по нахождению острова в середине тогдашнего фарватера реки. По словарю В. И. Даля «середок» — «остров или приглубная мель среди реки».
Остров Шалыга образовался примерно на столетие позже — в начале XX века. Располагался выше по течению от Серёдыша. Название связано со словом «шалыга» — «подводная мель».
Острова попали в поле зрения учёных в 1932 году, когда они были отнесены к территории Жигулёвского заповедника. С тех пор острова регулярно изучаются сотрудниками заповедника для наблюдения изменений.
При первом описании острова были раздельными с явной протокой между ними. На Серёдыше в одном из крупных понижений располагалось озеро Кольчужное. Основной тип растительности — осокоревая урема с развитым подлеском, обширным травяным покровом. Встречались отдельные сосны, началось формирование зарослей кустарниковых ив. Не так давно появившийся Шалыга был куда беднее в плане флоры. На нём удалось найти лишь незначительные кусты ив и первые всходы осокоря. Травяной покров практически отсутствовал, появляясь лишь в некоторых местах на илистых отложениях. Пески занимали 95 % острова. Основными представителями фауны являлись птицы: их насчитывалось 71 вид из 12 отрядов.
К концу 1930-х под воздействием естественных русловых процессов острова объединяются узким перешейком в северной части. В южной части остаются мелководный затон и отмели. Однако Серёдыш в половодье заливался только при очень высоком поднятии уровня воды, к тому же не полностью, а Шалыга заливался целиком практически ежегодно.

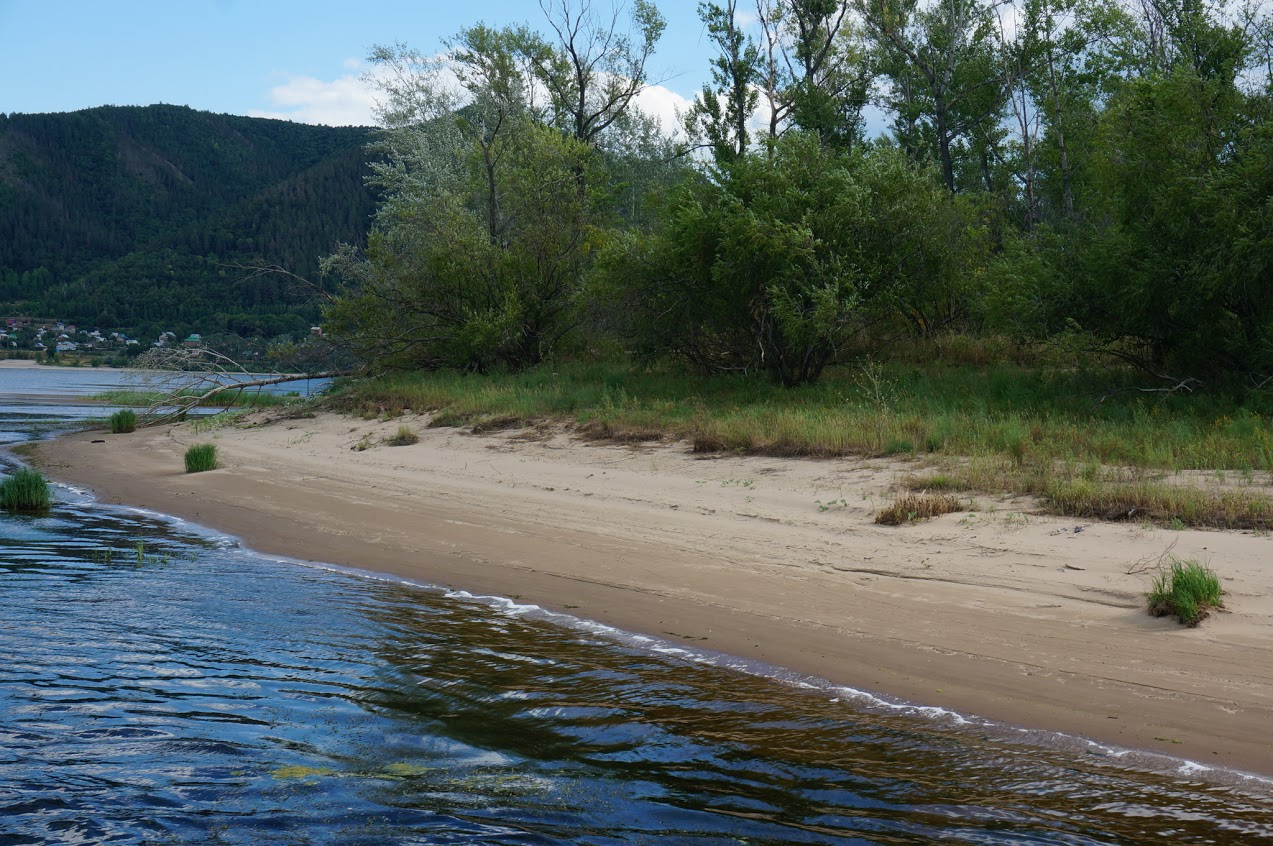
Северо-западное побережье острова

В то же время на Шалыге продолжал формироваться растительный покров. Появились разнотравные травянистые сообщества, заросли кустарниковых ив, среди которых встречались единичные экземпляры осокоря и ивы белой. Доля песков на острове сократилась до 75 %. Площадь песков также уменьшается и на Серёдыше: они размываются Волгой или зарастают тальниковыми зарослями. Увеличилась площадь осокоревых лесов, впервые появился сосновый лес с подлеском из шиповника и крушины. Почти вдвое увеличилась площадь высокотравных лугов. Озеро Кольчужное сильно захламлено упавшими старыми деревьями, при половодье сообщалось с Волгой протокой. Режим заповедника положительно сказался на численности птиц: теперь на островах их насчитывалось до 93 видов из 11 отрядов.
С 1951 по 1960 год на островах был снят заповедный режим. Это привело к их довольно активному использованию в хозяйственных целях. Велась вырубка леса, открытые пространства распахивались под бахчи, выкашивалось 27,2 га лугов, разрешалась охота. В мае 1960 года значительная часть лесов была повреждена пожаром. Большое влияние на острова оказало строительство Жигулёвской ГЭС (1955—1957) и соответствующее изменение гидрологического режима Волги. Изменилась скорость течения реки, снизилась высота, но увеличилась длительность половодья, значительно снизился уровень воды, несколько лет на протяжении от ГЭС до островов Волга не замерзала. В результате подверглись существенному размытию северные берега островов, зато на юго-западной стороне появляются песчаные отмели. Затон практически полностью закрылся песками, остались лишь несколько мелководных изолированных водоёмов. Некогда существовавшая протока между островами проявлялась только при сильном половодье.
Шалыга больше не затапливался. На нём появились осокоревые и ветло-осокоревые леса, уже до трети острова было покрыто древесно-кустарниковой растительностью, доля песков составляла 60 %. На Серёдыше сформировалась песчаная прирусловая коса. За счет разрастания соснового леса общая доля лесов на территории острова увеличилась несмотря на вырубку. Доля лугов из-за распашки заметно сократилась. Резко снижается численность обитающих на островах птиц: 53 вида из 9 отрядов. Два оседлых вида: тетерев и серая куропатка оказались полностью выбиты охотниками.
В 1967 году для островов начинается новый этап в истории. Они оказались в верхней границе Саратовского водохранилища. Уровень воды поднялся на 4 метра. Оказались затоплены все песчаные отмели, юго-восточное побережье Серёдыша, на Шалыге сформировался большой затон. Общая площадь островов сократилась на 129 га. Из-за смещения времени паводка острова стали освобождаться от воды только во второй половине июня.
Среди растительности островов возросла доля лесов из-за вновь введенного режима заповедника, а также за счет затопления песчаных участков. 85 % площади Шалыги занято древесно-кустарниковой растительностью, в которой преобладают тальниковые заросли. Также присутствуют осокоревый и ветловые леса, увеличилась доля открытых пространств, на которых развивались травянисто-кустарниковые сообщества. Сформировавшийся затон зарос прибрежной водной растительностью. На Серёдыше начинают отмирать старовозрастные осокори, растет доля сосен и вязов. Тенденция направлена в сторону уменьшения тальниковых зарослей и увеличения доли открытых пространств с травянистыми и травянисто-кустарниковыми сообществами. Насчитывалось 99 видов птиц из 11 отрядов, среди которых увеличилась доля оседлых видов, вновь появились хищные.
В дальнейшем происходила размытие песков в западной части островов и их намыв в восточной. От Шалыги отделилась песчаная коса, образовав отдельный островок, вокруг которого происходит намыв песков. Сокращалась доля ивняковых зарослей, а доля лесов возросла до 25 %. На Серёдыше осокори продолжают замещаться вязами, появились элементы материковой растительности: дуб, липа, берёза, калина.
С начала 1990-х годов под воздействием размывов и наносов затон Шалыги увеличивается по площади, но уменьшается по глубинам. На самом острове начали формироваться отдельные группировки однородных сосен. По-прежнему преобладающей растительностью остаются тальниковые заросли. На Серёдыше наблюдалось дальнейшее усложнение структуры и состава растительного покрова. Насчитывалось уже до 110 видов птиц.
К началу XXI века около 60 % площади обоих островов было покрыто древесной и кустарниковой растительностью, однако различавшейся по видам: на Серёдыше преобладает лесная, на Шалыге — тальниковая. Однако Шалыга в целом повторяет историю развития Серёдыша, на нём отмечается подрост сосны, вяза, появились ясень и серебристый тополь. На Серёдыше сокращается число отмирающих осокорей и ветлы, их территории занимают сосны. Лиственные леса представлены теперь фрагментами, чередуясь с участками кустарниковой и травяной растительности. Тальниковые заросли, занимавшие 80 лет назад пятую часть острова, практически исчезли.